# اریک روی
اریک روی (انگلیسی: Éric Roy؛ زادهٔ ۲۶ سپتامبر ۱۹۶۷) بازیکن سابق و مربی فوتبال اهل فرانسه است.
از باشگاه‌هایی که در آن بازی کرده‌است می‌توان به باشگاه فوتبال رایو وایکانو، باشگاه فوتبال ساندرلند، باشگاه فوتبال المپیک مارسی، باشگاه فوتبال المپیک لیون، باشگاه فوتبال تروا، و باشگاه فوتبال نیس اشاره کرد.